# AQuantive
aQuantive는 3개의 디지털 마케팅 서비스 및 기술 기업으로 구성된 그룹의 모기업이다. 이 기업들은 Avenue A/Razorfish, Atlas Solutions, DRIVE Performance Solutions이다. 워싱턴주 시애틀에 본사를 둔 이 회사는 1997년에 설립되었다. 애드버타이징 에이지 잡지에 따르면, 2005년에는 전 세계 광고 대행사 중 매출 기준으로 14위를 차지했다.
2007년 5월 18일, 마이크로소프트는 60억 미국 달러에 이 회사를 인수할 것이라고 발표했다. 이는 2011년 스카이프 인수 전까지 마이크로소프트 역사상 가장 큰 규모의 인수였다. 인수는 2007년 8월 10일에 완료되었다. aQuantive는 마이크로소프트의 새로 설립된 광고주 및 발행자 솔루션(APS) 그룹의 일부가 되었다. 2012년 7월 2일, 마이크로소프트는 2007년 aQuantive 인수와 관련하여 62억 미국 달러의 상각을 할 것이라고 발표했다. 2013년 2월, 페이스북은 마이크로소프트로부터 Atlas Ad Serving을 인수했다.